# Tamahú
Tamahú (auch San Pablo Tamahú, auch Tamajú) ist ein Ort in Guatemala und Verwaltungssitz der gleichnamigen Großgemeinde (Municipio) im Departamento Alta Verapaz. In dem 112 km² großen Municipio leben rund 15.000 Menschen, in Tamahú über 1.000.

## Geografie
Der Ort Tamahú liegt im Süden von Alta Verapaz auf etwa 1.000 m Höhe. Das Municipio erstreckt sich zwischen der Sierra de Chamá im Norden und den nordwestlichen Ausläufern der Sierra de las Minas im Süden am Oberlauf des Río Polochic. Weite Teile sind noch von Nebelwald bedeckt. Das Klima in Tamahú ist gemäßigt.
Das Municipio grenzt im Norden an die Gemeinde San Juan Chamelco, im Osten an Tucurú, im Süden an Purulhá (Baja Verapaz), im Westen an Tactic und im Nordwesten an Cobán.

## Bevölkerung
Die Bevölkerung gehört größtenteils zur Maya-Volksgruppe Pocomchí, der Rest sind Ladinos. Etliche Einwohner stammen von deutschen Einwanderern ab.

## Geschichte
Tamahú wurde 1574 von Dominikanern gegründet. Der Ortsname bezieht sich wahrscheinlich auf einen Maya-Fürsten, der hier regierte. Tamahú gehörte lange Zeit zum Municipio Tactic. Ab 1870 kamen sehr viele Einwanderer aus Deutschland in die Region, die hier im Zug von Enteignungen große Ländereien bekamen und hauptsächlich Kaffee anbauten, der größtenteils nach Deutschland exportiert wurde. Die landwirtschaftlichen Erzeugnisse wurden mit der Verapaz-Eisenbahn durch das Polochic-Tal ins weiter östlich gelegene Panzós gebracht, dort eingeschifft und über den Fluss, den Izabal-See, den Río Dulce und den Atlantik nach Europa gebracht.

## Wirtschaft und Verkehr
Tamahú liegt etwa 15 km östlich der gut ausgebauten Fernstraße CA 14, die von Cobán über El Rancho und die Atlantikfernstraße nach Guatemala-Stadt führt. Auf diesem Weg sind es 191 km nach Guatemala-Stadt und 43 nach Cobán. Über die schlecht ausgebaute Nationalstraße 7 ist Tamahú durch das Polochic-Tal nach Osten hin mit Izabal verbunden. Wichtigster Wirtschaftszweig ist die Landwirtschaft.